# Плисецкий, Дмитрий Германович
Дмитрий Германович Плисецкий (род. 4 мая 1952 г. в Москве) — советский и российский шахматист, редактор, журналист и литератор. Мастер спорта СССР (1979).
Бронзовый призер первенства московского ДСО «Труд» (1978; выполнил норму мастера спорта), участник финалов чемпионатов ЦС ДСО «Труд» (Ярославль 1979; Оренбург 1980).
В составе команды московского «Торпедо» — победитель командных первенств ЦС ДСО «Труд» (Новосибирск 1979) и ВС ДСО профсоюзов (Ереван 1983).
С 1976 по 1999 гг. сотрудник редакции журнала «Шахматы в СССР / России». С 1987 г. заместитель главного редактора журнала (главный редактор — Ю. Л. Авербах).
В 2000 г. главный редактор московского издательства «Автограф».
Автор многочисленных статей в российской прессе 80—90-х, шахматный обозреватель журнала «Новое время» (1991) и газеты «Сегодня» (1994-95).
Автор, соавтор и редактор более двадцати книг по теории и истории шахмат.
Выпускник финансового факультета МИНХ им. Г. В. Плеханова (1973). Окончил редакторские курсы при Московском полиграфическом институте (1981).
Сын известного поэта и переводчика Г. Б. Плисецкого. Составил и подготовил к печати сборники стихов и переводов отца: «От Омара Хайама до Экклезиаста» (М.: Фортуна Лимитед, 2001), «Приснился мне город» (М.: Время, 2006), «Хайям, Хафиз, Экклезиаст» (М.: Эксмо, 2016), «Моя единственная жизнь» (Прага: Русская традиция, 2019) и «Одинокое соло трубы» (М.: Рутения, 2021).

## Книги
- Техника защиты. — М.: ФиС, 1985. — 80 с.
- Давид Яновский. — М.: ФиС, 1987. — 416 с. (соавтор — С. Б. Воронков).
- Русские против Фишера. — М.: Рипол-Классик, 2004. — 528 с. (соавтор — С. Б. Воронков). — ISBN 5-7905-2473-7.
- Одинокое соло трубы: Стихотворения, переводы, дневники, статьи, письма / Герман Плисецкий; авт.-сост. Д. Г. Плисецкий. — М.: Рутения, 2021. — 576 с., ил. — ISBN 978-5-6045619-4-2
- Битвы гигантов. Забытые страницы советских шахмат. —  М.: ФШР, 2024. —  512 с. — ISBN 978-5-907077-73-7

Соавтор Г. К. Каспарова по книгам:
- Мои великие предшественники: Новейшая история развития шахматной игры: В 5 т. Т. 1: От Стейница до Алехина. — М.: РИПОЛ Классик, 2003. — 512 с. — ISBN 5-7905-1997-0.[2]
- Второе издание, дополненное и переработанное. — М.: ИП Аманназаров М. А., 2020. — 528 с. — ISBN 978-5-94693-897-6.
- Мои великие предшественники: Новейшая история развития шахматной игры: В 5 т. Т. 2: От Эйве до Таля. — М.: РИПОЛ Классик, 2003. — 528 с. — ISBN 5-7905-2239-4.
- Второе издание, дополненное и переработанное. — М.: ИП Аманназаров М. А., 2023. — 584 с. — ISBN 979-5-94693-097-9.
- Мои великие предшественники: Новейшая история развития шахматной игры: В 5 т. Т. 3: От Петросяна до Спасского. — М.: РИПОЛ Классик, 2004. — 384 с. — ISBN 5-7905-2979-8.
- Мои великие предшественники: Новейшая история развития шахматной игры: В 5 т. Т. 4: Фишер и звезды Запада. — М.: РИПОЛ Классик, 2005. — 544 с. — ISBN 5-7905-3317-4.
- Мои великие предшественники: Новейшая история развития шахматной игры: В 5 т. Т. 5: Карпов и Корчной. — М.: РИПОЛ Классик, 2006. — 528 с.— ISBN 5-7905-4206-9.
- Второе издание, дополненное и переработанное.—. М.: ИП Аманназаров М. А., 2021.— 496 с. — ISBN 978-5-94693-043-7.
- Дебютная революция 70-х. — М.: РИПОЛ Классик, 2007. — 448 с. — ISBN 978-5-7905-5078-2.
- Великое противостояние: мои поединки с Анатолием Карповым. Т. 1. — М.: РИПОЛ Классик, 2008.— 448 с. — ISBN 978-5-386-00946-5.
- Великое противостояние: мои поединки с Анатолием Карповым. Т. 2. — М.: РИПОЛ Классик, 2009. — 464 с. — ISBN 978-5-386-01673-9.
- Великое противостояние: мои поединки с Анатолием Карповым. Т. 3. — М.: РИПОЛ Классик, 2010. — 448 с. — ISBN 978-5-386-02491-8.
- Мой шахматный путь. Т. 1. — М.: РИПОЛ Классик, 2011. — 528 с. — ISBN 978-5-386-03662-1. Второе издание — М.: ИП Аманназаров М. А., 2018. — ISBN 978-5-94693-716-0.
- Мой шахматный путь. Т. 2. — М.: РИПОЛ Классик, 2012 .— 504 с. — ISBN 978-5-386-05054-2. Второе издание — М.: ИП Аманназаров М. А., 2018. — ISBN 978-5-94693-717-7.
- Мой шахматный путь. Т. 3. — М.: РИПОЛ Классик, 2014. — 504 с. — ISBN 978-5-386-07282-7. Второе издание — М.: ИП Аманназаров М. А., 2018. — ISBN 978-5-94693-718-4.

Участвовал в подготовке русского издания книг Г. К. Каспарова «Шахматы как модель жизни» (М.: Эксмо, 2007) и «Человек и компьютер: взгляд в будущее» (М.: Альпина Паблишер, 2017).